# Hörfunkformat
Ein Hörfunkformat ist eine strategisch festgelegte, einheitliche Ausrichtung eines Hörfunkprogramms, in der alle Inhalte wie Musik und Wortbeiträge in der Art ihrer Kombinationen, Struktur und Präsentation festgelegt werden. Bei der Auswahl der Musikstücke spricht man auch von der „Musikfarbe“ eines Programms. Die genaue Ausgestaltung eines Hörfunkformates orientiert sich an den Bedürfnissen und Erwartungen der angestrebten Zielgruppe wie auch – insbesondere bei nicht-privaten Rundfunkstationen – an den Ansprüchen und Aufträgen der jeweiligen Veranstalter. Ein zentrales, aber nicht zwingendes Kriterium bei diesen Überlegungen ist die Durchhörbarkeit des Programms.

## Formatradio
Der Begriff „Formatradio“ bezeichnet ein Hörfunkprogramm, welches relativ streng und meist rund um die Uhr einem bestimmten Hörfunkformat folgt und anhand der leicht konsumierbaren Musikauswahl und des Präsentationsstils leicht wiedererkennbar ist („Dudelfunk“). Es handelt sich um ein Programm, das durch Musikauswahl, Moderation und Programmstruktur auf Anhieb erkannt und einordenbar sein soll. Hierzu wird das Programm in der Regel auf einzelne Genres und weniger umfangreiche Wiedergabelisten beschränkt.
Der Gegensatz zum Formatradio ist das „Programmradio“. In Deutschland sind praktisch alle Privatradiosender Formatradios, während offene Kanäle und Freie Radios in der Regel kein einheitliches Hörfunkformat verfolgen, d. h., hier kann die Musikfarbe und die Art der Präsentation immer wieder komplett wechseln. Manche Sender verfolgen auch tagsüber ein strenges Hörfunkformat, während sie in den hörerschwächeren Abend- und Nachtstunden das Format lockern und in Richtung Programmradio tendieren, also beispielsweise auch anderen Musikstilen Platz einräumen.
Viele Formatradios verwenden eine einheitliche „Sendeuhr“, in der alle Elemente wie Nachrichten, Wetter, Verkehrsservice, Werbung, Musik und Wortbeiträge im Stundenablauf festgelegt sind. Dies hat zur Folge, dass diese Elemente jede Stunde zum etwa gleichen Zeitpunkt auftauchen (z. B. Werbung immer um XX:20 und XX:50).

## Hintergrund
Die Formatierung eines Hörfunkprogrammes wird oft betrieben, um eine höhere Hörerbindung und damit eine höhere Einschaltquote zu erreichen. Bei kommerziellen Sendern sollen dadurch größtmögliche Werbeeinnahmen erreicht werden. Die genaue Ausgestaltung der Formatierung ist oft das Ergebnis einer umfassenden Marktforschung. Dabei werden nicht nur die Bedürfnisse der Hörer ermittelt, sondern auch untersucht, welches Hörfunkformat im Wettbewerb mit bereits existierenden Radiosendern eine größtmögliche Einschaltquote, bzw. größtmöglichen Gewinn erwarten lassen kann.
In Märkten, in denen viele Radiosender um die Hörerschaft konkurrieren, bilden sich oft sehr strenge und klar definierte Hörfunkformate heraus, während die Sender in Märkten mit wenigen Sendern oft versuchen, eine sehr breite Hörerschaft zu erreichen und dementsprechend auch ein weniger stark formatiertes Programm senden, also z. B. eine breitere Palette an Musiktiteln spielen und mitunter den Moderationsstil wechseln (z. B. Sendungen für Kinder am Sonntagmorgen, Oldiesendungen am Dienstagabend usw.).
Das Formatradio hat seine Wurzeln in den USA, wo seit dem Beginn des Radios in den 1920er Jahren zwischen den Sendern eine starke Konkurrenz bestand. Im deutschsprachigen Raum begannen Radiosender erst im Zuge der Einführung der Privatradios, sich stärker zu formatieren. Hierbei haben sich nur wenige, im Vergleich mit den USA eher unspezifische Formate entwickelt, die auch keine allgemein geläufigen Bezeichnungen besitzen.

## Bekannte Hörfunkformate
| Name                              | Ab- kürzung | Beschreibung | Verbreitung      | Typischer Sender        |
| --------------------------------- | ----------- | --- | ---------------- | ----------------------- |
| Adult Album Alternative           | AAA         | AAA ist eine Weiterentwicklung des Formats Album-oriented Rock mit Ursprüngen in den 1960 und 1970er als die ersten „Freeform“ und „Progressive“ Formate aufkamen. Das Format zeichnet sich durch eine breitere, diverse Playlist aus; Rock und Pop wird um die Genres wie Indie-Rock, Pop-Rock, Alternative Rock, Alternative Country, Jazz, Folk, World Music, Blues u. a. erweitert. | USA              | WFUV, WYEP              |
| Adult Contemporary                | AC          | Zeitgenössische Musik, eines der meistverbreiteten Formate | weltweit         | SWR3                    |
| Album-oriented Rock               | AOR         | Musikorientiertes Format; Information und Nachrichten stehen im Hintergrund. Moderationen haben meist einen starken Bezug zur Musik. | Europa           | Rock Antenne            |
| Contemporary Hit Radio            | CHR         | Format mit aktueller Musik aus den Musikcharts für die Kernzielgruppe der 14- bis 29-Jährigen | Europa, USA      | You FM                  |
| Contemporary Christian Music      | CCM         | Durch christliche Popmusik geprägtes Format, weitgehend kontroversenfreies Programm. Etabliert durch Salem Media. | USA              | WFSH                    |
| Deutsch-orientiert, melodiös      | DOM         | Schlager, Oldies, Soft-Pop | Deutschland      | hr4                     |
| Freeform                          | FF          | Offenes Programm mit sehr unterschiedlichen Darbietungsformen (Nachrichten, Features, Musiksendungen, Experimentelle Sendungen). Meist in Public Radios und Freien Radios verbreitet. | USA, Europa      | Radio Dreyeckland, WMFO |
| Southern Gospel                   | SG          | Durch christliche Popmusik geprägtes Format in Überschneidung mit Contemporary Christian Music | USA              |                         |
| Talkradio                         | Talk        | Splittet sich mittlerweile in viele Sub-Genres, zeichnet sich jedoch durch einen großen Redeanteil mit nur wenig bis keiner Musik aus. | USA und weltweit | BBC Radio 5 Live        |
| News/Talk Conservative Talk Radio |             | Talkradio-Sendungen mit konservativer Grundausrichtung, durch Salem Media und iHeartMedia etabliert | USA              | WWTC, WJHC              |
| News/Talk Progressive Talk Radio  |             | Talkradio Sendung mit eher progressiver Ausrichtung. Sind in den USA verbreitet, aber dort bei weitem nicht so beliebt wie die konservativen Pendants | USA              | WNYY                    |
| News/Talk Public Talk Radio       |             | Talkradio Sendung von Public Radios |                  |                         |
| News/Talk Hot Talks / Shock Jokes |             | |                  |                         |
| Urban Adult Contemporary          | UAC         | Hauptsächlich in den USA verbreitet mit Musikauswahl die sich auf R&B und Black Music der 1980er-Jahre bis heute beschränkt. Es richtet sich an die Zielgruppe der 25- bis 54-Jährigen und wurde 1988 vom US-Radiomacher Barry Mayo entwickelt. | USA              | WBLS                    |